# Kloster Seemannshausen

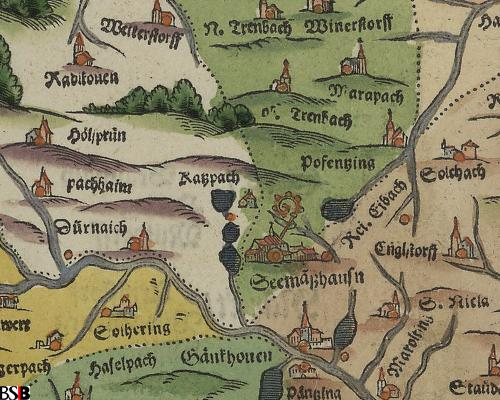
Seemannshausen auf den Bayerischen Landtafeln von 1563

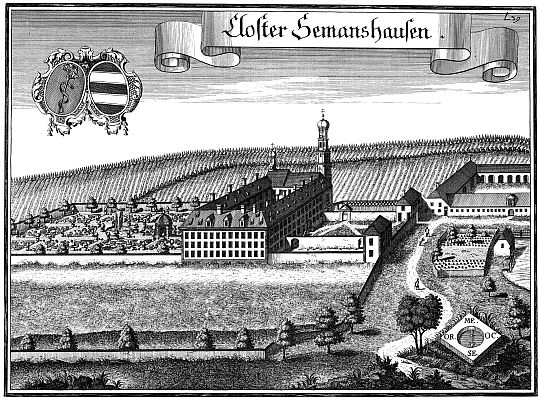
Kloster Seemannshausen auf dem Wening-Stich von 1710

Das Kloster Seemannshausen ist ein ehemaliges Kloster der Augustiner-Eremiten im gleichnamigen Gemeindeteil des Marktes Gangkofen in Niederbayern in der Diözese Regensburg. Die Anlage ist unter der Aktennummer D-2-77-121-151 als Baudenkmal verzeichnet. „Untertägige mittelalterliche und frühneuzeitliche Befunde und Funde im Bereich des ehemaligen Augustiner-Eremiten-Klosters in Seemannshausen mit zugehöriger Klosterökonomie und barockem Klostergarten“ werden zudem als Bodendenkmal unter der Aktennummer D-2-7541-0034 geführt.

## Geschichte
Das der Heiligen Maria Magdalena geweihte Kloster wurde am 20. April 1255 durch Heinrich Seemann, Domdekan in Regensburg, auf dem adeligen Ansitz Pölnkofen zunächst als Kloster für Wilhelmiten gestiftet. Am 2. Februar 1263 wurden die Wilhelmiten vom Regensburger Bischof Leo Thundorfer (1262–77) gezwungen, zum neu gegründeten Orden der Augustiner-Eremiten zu wechseln. Am 27. Mai 1264 fand in Seemannshausen das erste Kapitel der neu gegründeten deutschen Provinz der Augustiner-Eremiten statt, wie auch die Kapitel der Jahre 1343, 1420, 1621, 1629 und 1633. Vermutlich stammte auch der erste deutsche Provinzial Engelbert (1265–1273/75) aus dem Konvent.
Am 3. September 1335 wurde Seemannshausen durch Herzog Heinrich XIV. von Niederbayern zur Klosterhofmark ernannt. Kaiser Ludwig IV. der Bayer gewährte den Brüdern am 22. April 1343 ein wertvolles Salzprivileg.
Das Kloster wurde am 23. Februar 1802 im Zuge der Säkularisation der Bettelorden in Bayern aufgelöst und die Konventualen am 17. September 1802 nach München umgesiedelt. Die Kirche wurde abgebrochen, die Klostergebäude versteigert und ebenfalls teilweise abgebrochen. Heute befinden sich im erhaltenen West- und Nordflügel eine Gaststätte mit Privatbrauerei.

## Klosterbräu Seemannshausen
Bereits seit 1355 wurde im Kloster Seemannshausen Bier gebraut. In der heutigen Privatbrauerei mit 2000 hl Ausstoß werden die Sorten Pater Export, Pater-Gold (Märzen), Pater-Dunkel und Pater-Festbier hergestellt.